# Robinson Armaments XCR
XCR — оружейная система компании Robinson Armament Co. Модульность системы позволяет изменять длину ствола и используемые патроны аналогично бельгийской системе FN SCAR.

## История
XCR была разработана на основе более ранней коммерческой модели M96, которая, в свою очередь, была создана на базе системы Stoner 63. Система XCR создавалась специально для участия в конкурсе на новое стрелковое оружие для US SOCOM, однако выбыла из конкурса из-за отсутствия модуля холостой стрельбы, несмотря на положительные отзывы экспертов, и в результате в конкурсе выиграла система FN SCAR.

## Описание
Автоматика стандартна: отвод пороховых газов из канала ствола и запирание ствола поворотом затвора на три боевых упора. Газовый регулятор в боевом варианте отсутствует, однако имеется возможность его установки, в гражданском же варианте установлен 4-позиционный регулятор. Корпус ствольной коробки — штампованный из металлического листа, состоит из двух половин, крепящихся друг к другу поперечными штифтами. В нижней половине расположен модуль УСМ, предохранитель и приёмник магазина, в верхней — ствол, затвор и газоотводная система. Двусторонний трёхпозиционный предохранитель-переводчик режимов стрельбы расположен над пистолетной рукояткой. Рукоятка взведения расположена слева. На цевье расположены четыре планки Пикатинни, верхняя продолжается на всю длину ствольной коробки и предназначена для установки различных прицелов (в том числе и открытого, который на самом оружии отсутствует). Для большего удобства стрелка неиспользуемые направляющие могут закрываться специальными пластиковыми пластинами.
Стандартный каркасный приклад складывается на правую сторону. Он также может быть заменён на другой, например, фиксированный или телескопический (аналогичный прикладу M4). Изменение варианта оружия производится менее чем за 5 минут. Приёмник магазинов соответствует стандарту НАТО (Коробчатый магазин STANAG), поэтому возможно использование магазинов, например, от автоматов M16 или M4, но не от АК.

## Варианты
- XCR-L — «лёгкий» вариант (автомат), единственный выпускаемый в настоящее время.
- XCR-M — «средний» вариант (автоматическая винтовка) под патрон 7,62×51 мм НАТО, выпуск затянулся из-за неудачи в конкурсе.
- гражданский самозарядный вариант.

## В массовой культуре
- Call of Duty: Advanced Warfare — под обозначением HBRA3.
- Call of Duty: Mobile — так же под обозначением HBRA3.
- Uncharted 4: A Thief's End — под обозначением XCR.